# Облога Кастельнуово (1539)
Облога Кастельнуово (1539) — облога укріпленого міста Кастельнуово (сучасний Херцег-Новий в Чорногорії), що відбулася в липні 1539 р. під час османсько-габсбурзької боротьби за контроль над Середземним морем.
Кастельнуово було завойовано іспанцями в попередньому, 1538 році, під час загалом невдалої кампанії Священної ліги проти Османської імперії у водах Східного Середземномор'я. У відповідь, в 1539 році місто було обложене з суходолу та з моря потужною османською армією під керівництвом Хайр ад-Діна Барбаросси, який запропонував іспанцям почесну капітуляцію. Ці умови були відхилені іспанським командуючим Франциско де Сарм'єнто та його капітанами, хоча вони знали, що флот Священної ліги, розгромлений Барбароссою за рік до цих подій в битві при Превезі не зможе надати їм допомогу. Венеційці також відмовились від обіцяної підтримки морського зв'язку з Кастельнуово з поставками та підкріпленнями. Після загальної наради зі своїм військом, Франциско де Сарм'єнто відповів на пропозицію Барбаросси про капітуляцію: «Que viniesen cuando quisiesen» (приходьте, коли забажаєте). Під час облоги османська армія Барбаросси зазнала значних втрат через стійкий опір іспанців, однак зрештою Кастельнуово було захоплено османами, а майже весь іспанський гарнізон, включаючи Сарм'єнто, загинув. Втрата міста ознаменувала закінчення невдалої спроби християн відновити контроль над Східним Середземномор'ям. Однак мужність, виявлена іспанською терцією під час останнього штурму отримала високу оцінку та захоплення у всій Європі і стала предметом численних поем та пісень.

## Передумови

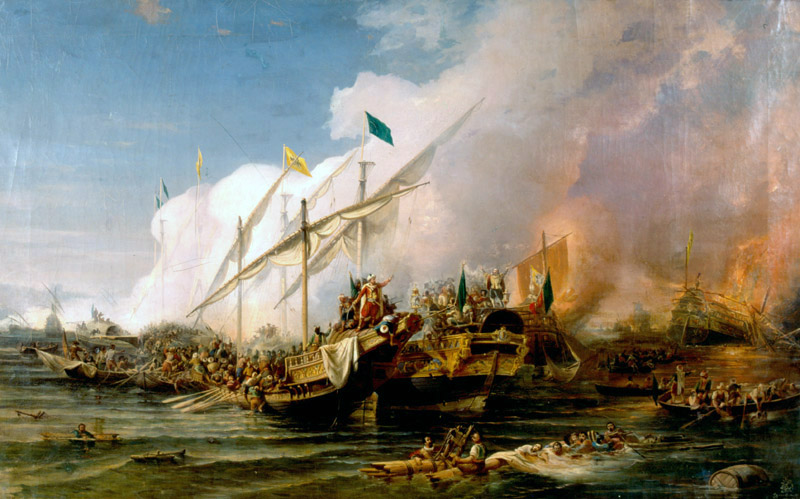
Барбаросса Хайреддін-паша перемагає Священну лігу Карла V під командуванням Андреа Доріа в битві при Превезі (1538) — картина 1866 року Оганнеса Умеда Бехзада

У 1538 р. головну небезпеку для християнських країн Європи становила експансія Османської імперії. Армії султана Сулеймана Пишного вдалось зупинити під Віднем в 1529 році. У Середземному морі християни намагалися усунути небезпеку великого османського флоту і в 1535 році потужна армада на чолі з самим імператором Карлом V захопила Туніс, вигнавши османського адмірала Хайр ад-Діна Барбароссу з Західного Середземномор'я. У відповідь султан надав Барбароссі великий флот для проведення кампанії проти володінь Венеційської республіки в Егейському та Іонічному морях. Барбаросса захопив острови Сірос, Егіна, Іос, Парос, Тінос, Карпатос, Касос, Наксос та здійснив напад на Корфу. Також були пограбовані італійські міста Отранто та Удженто та фортеця Кастро в провінції Лечче.

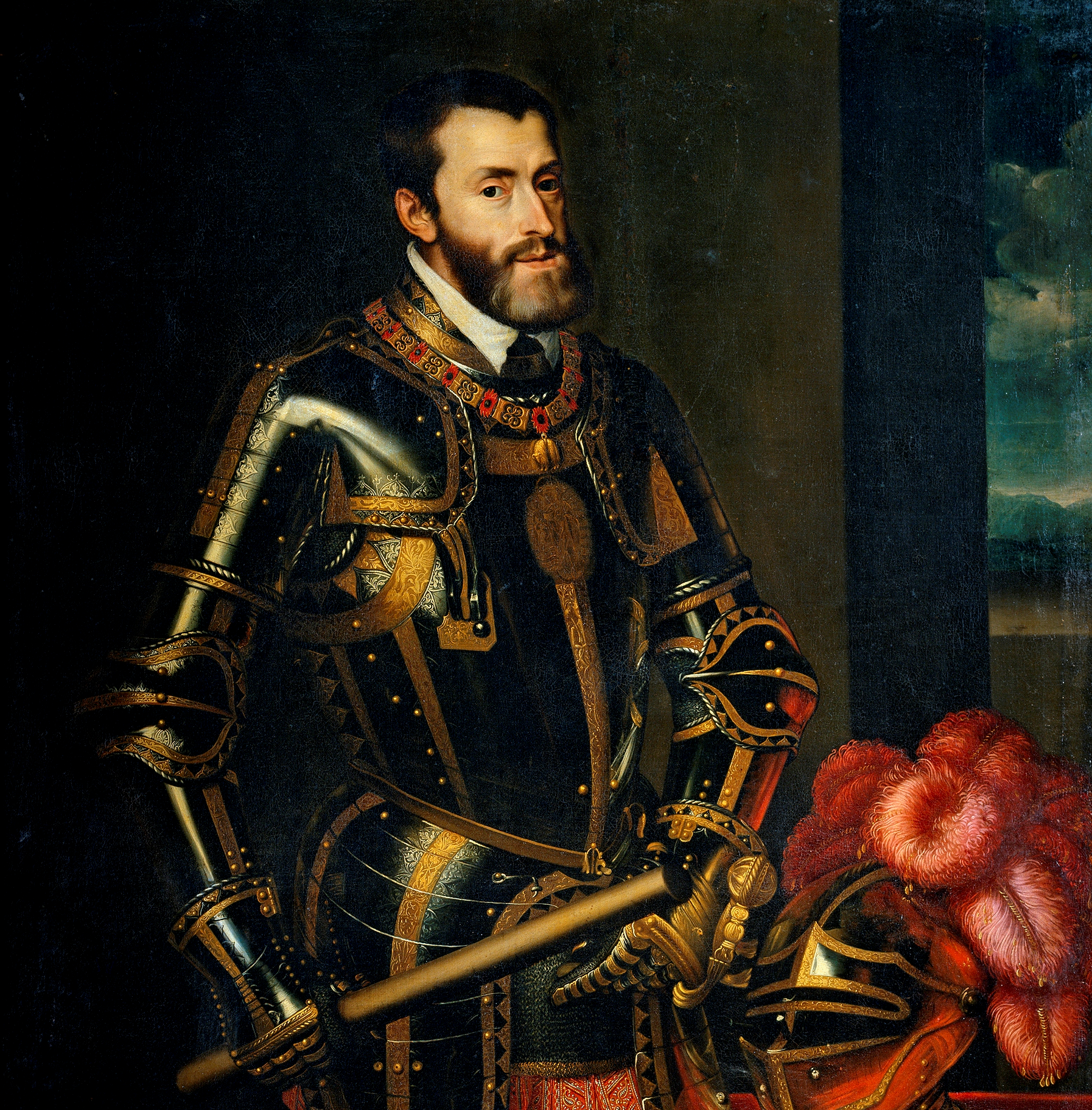
Портрет Карла V — копія Рубенса з картини Тиціана

Венеційська республіка, злякавшись втрати своїх володінь та завдання суттєвих втрат своїй торгівлі, провела енергійну кампанію за створення «Священної ліги» з метою відновлення втрачених територій та вигнання османів з моря. У лютому 1538 р. папі Павлу III вдалося створити Священну лігу, яка об'єднала Папську державу, Венеційську республіку, Імперію Карла V, Австрійське ерцгерцогство та Мальтійських лицарів. За попереднім планом, флот союзників повинен був складатися з 200 галер і ще 100 допоміжних кораблів, а також армії з приблизно 50 000 піхотинців і 4500 кіннотників. Але фактично вдалось зібрати лише 130 галер та армію близько 15 000 піхотинців, переважно іспанців. Командування флотом було номінально передано генуезцю Андреа Доріа, але Вінченцо Капелло та Марко Гримальді, керівники венеційського та папського флотів, мали під своїм командуванням майже вдвічі більше кораблів, ніж Доріа. Командувачем сухопутної армії був Ернандо Гонзага, віце-король Сицилії.
Розбіжності серед керівників флоту зменшили його ефективність проти такого досвідченого супротивника, як Барбаросса. Це призвело до розгрому союзників в битві при Превезі, що відбулась в вересні 1538 року в Амбракійській затоці. Але ще до цієї поразки флот Священної ліги встиг забезпечити підтримку сухопутним військам, які висадились на узбережжі Далмації і захопили місто Кастельнуово (сучасний Герцег-Новий в Чорногорії). Це невелике містечко було стратегічною фортецею між венеційськими володіннями Каттаро та Рагуза в районі, відомому як Венеційська Албанія. Тому, після захоплення Кастельнуово, Венеція претендувала на право власності на це місто, але Карл V відмовився поступитися ним. Це був початок кінця Священної Ліги.

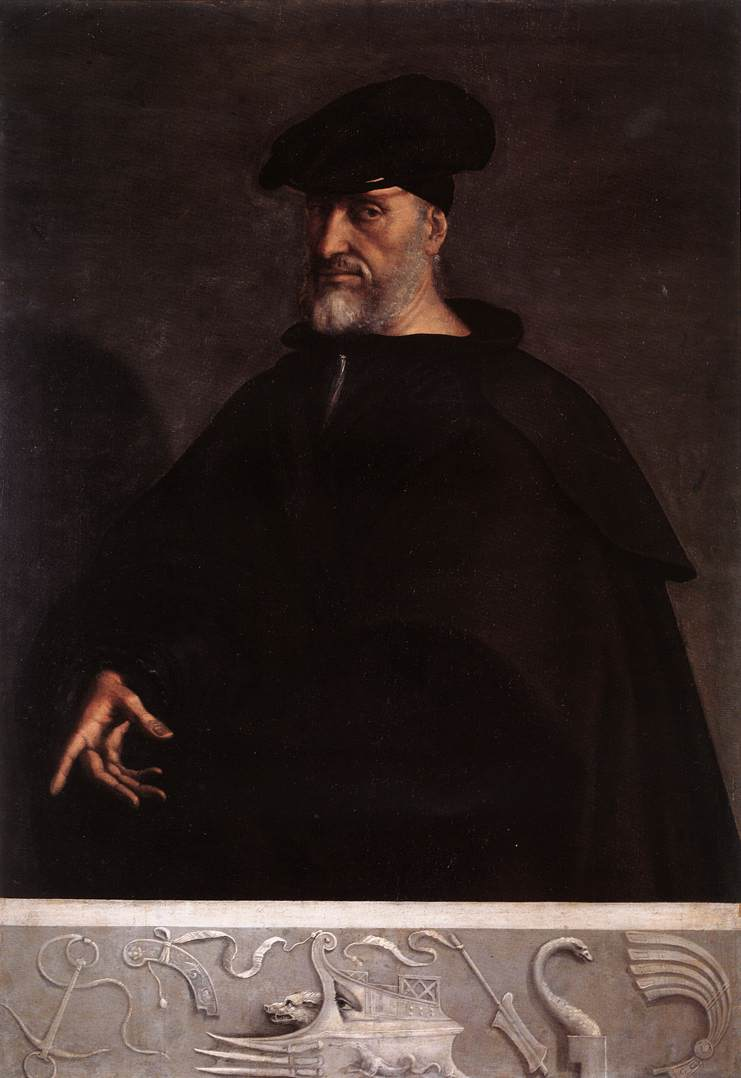
Портрет Андреа Доріа, c. 1520, Себастьяно дель Пйомбо

Кастельнуово отримало досить потужний гарнізон, що складався з приблизно 4000 чоловік. Головною силою була терція з іспанських солдатів-ветеранів, чисельністю близько 3500 чоловік під керівництвом досвідченого генерала (маестро-де-кампо) Франциско Сарм'єнто де Мендоса-і-Мануель. Ця терція, названа Терція з Кастельнуово, була сформована з 15 прапорів (компаній), що належали іншим терціям, зокрема Старій Терції з Ломбардії, що була розпущена роком раніше після заколоту через відсутність заробітної плати. 15 капітанів, що відповідали за прапори, були Махін де Мунгуя, Альваро де Мендоса, Педро де Сотомайор, Хуан Візкайно, Луїс Серон, Хайме де Маскефа, Луїс де Гаро, Санчо де Фріас, Олівера, Сільва, Камбрана, Алькосер, Кузан, Боргоньон та Лазаро де Корон. До складу гарнізону входило також 150 солдатів легкої кавалерії, невеликий контингент грецьких солдатів і лицарів під керівництвом Андреса Ескрапули, а також 15 артилеристів під керівництвом капітана Хуана де Урреса, які обслуговували кілька артилерійських гармат,. Капелан Андреа Дорії на ім'я Єремія також залишився в Кастельнуово, разом із 40 кліриками та торговцями, і був призначений єпископом міста.
Причиною значного розміру гарнізону фортеці було те, що за попереднім планом, Кастельнуово мало стати плацдармом для великого наступу вглиб Османської імперії. Однак доля військ, які знаходились у фортеці, повністю залежала від підтримки флоту Священної Ліги, який за рік до облоги Кастельнуово було повністю розбито Барбаросою в битві при Превезі. Більше того, невдовзі зі Священної ліги вийшла Венеція, яка уклала невигідну угоду з османами. Без венеційських кораблів, флот союзників не мав шансів перемогти османський флот Барбаросси, в складі якого було багато досвідчених османських капітанів, таких як Тургут-реїс.

## Облога

### Перші маневри

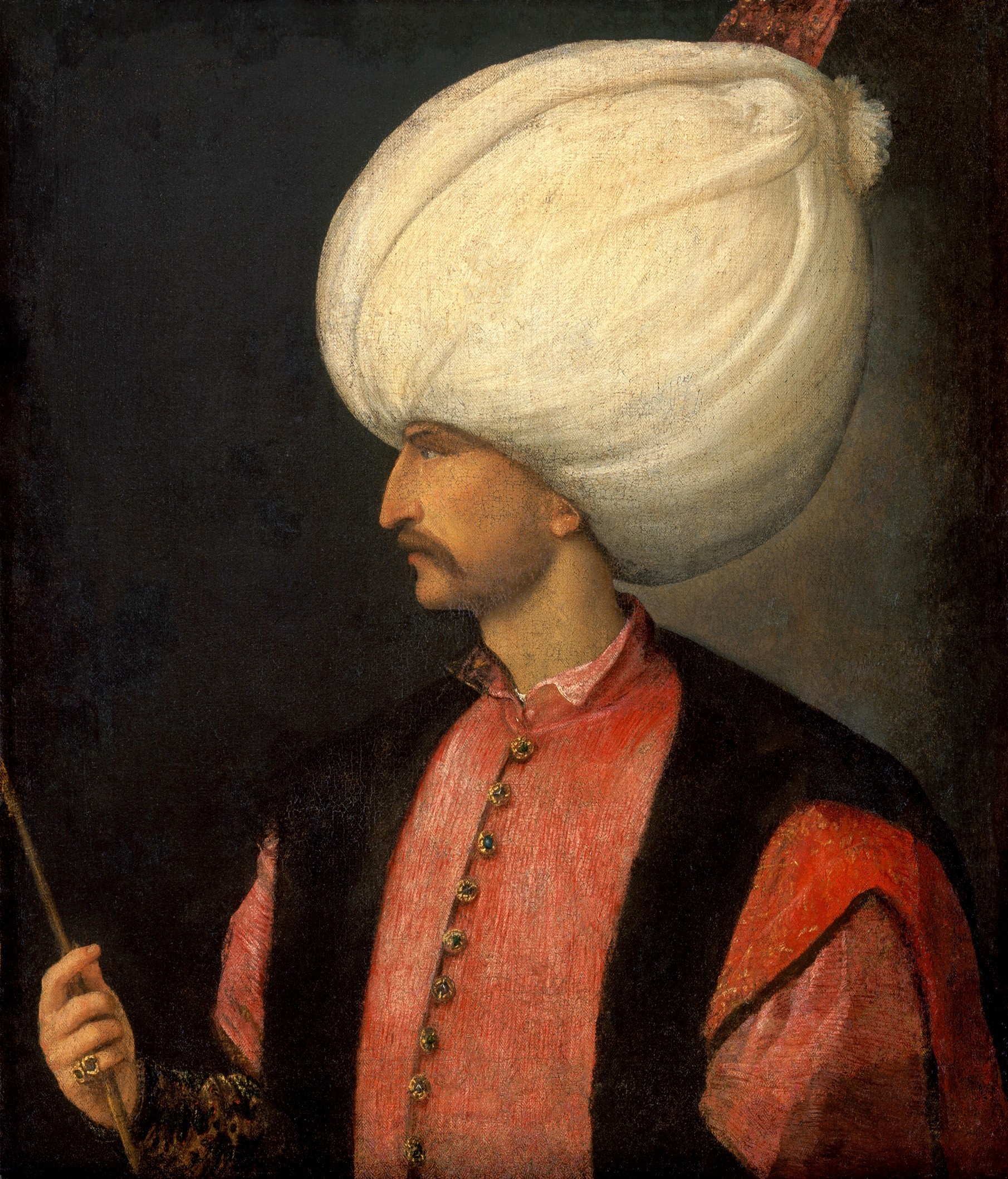
Портрет Сулеймана Пишного, приписуваний Тиціану. б.1530

Султан Сулейман Пишний наказав Барбароссі реорганізувати і переозброїти свій флот протягом зимових місяців, щоб він був готовий до битви навесні 1539 р. 10 тис. піхотинців та 4 тис. яничарів було взято на борт кораблів для посилення власних сил флоту. Згідно з наказом, армія Барбаросси, що нараховувала близько 200 суден з 20.000 воїнів на борту, мала блокувати Кастельнуово з моря, в той час як сухопутна армія в складі 30.000 солдатів на чолі з губернатором османської Боснії, персом Уламеном мала взяти в облогу фортецю з суші. Тим часом Сарм'єнто використовував мирні місяці, що залишались до початку облоги, щоб покращити оборону міста, відремонтувати стіни та бастіони та побудувати нові укріплення. Проте він не зміг зробити значних покращень через брак доступних засобів, оскільки загальний план не передбачав укріплювати місто, яке мало бути використане лише як плацдарм для висадки військ, що надалі мали прямувати вглиб країни. Із закликами про допомогу до Іспанії було відправлено капітана Алькосера, Педро де Сотомайор був відправлений на Сицилію, а капітан Замбрана — у Бриндізі, але жодна з цих місій не мала успіху. Андреа Доріа, який перебував в Отранто на чолі флотилії з 47 імператорських та 4-х мальтійськими галер, отримав звістку про ситуацію в Кастельнуовово, але, зважаючи на малі сили свого флоту, надіслав Сарм'єнто повідомлення з рекомендацією здатися.

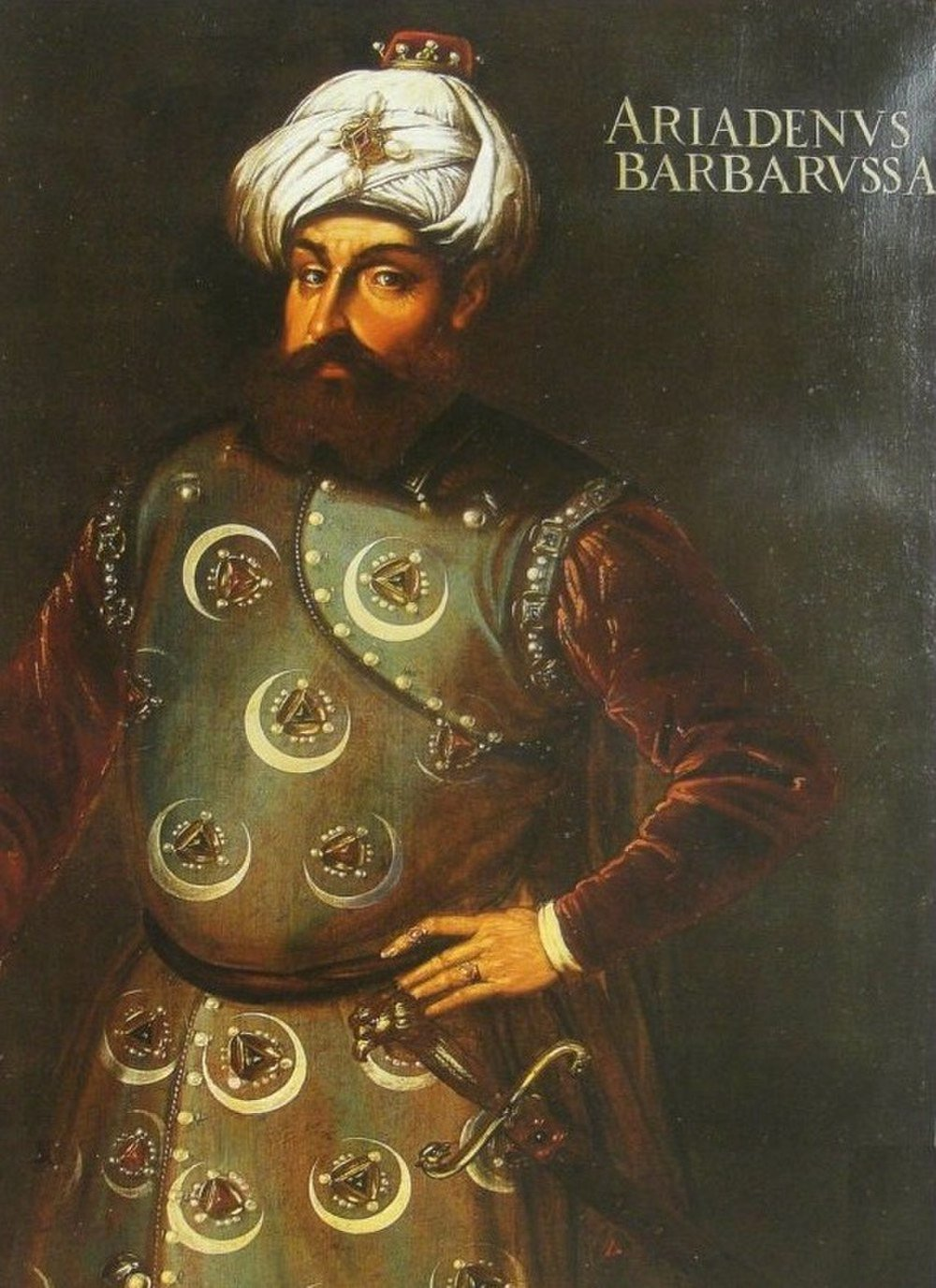
Барбарос Хайреддін-паша, сучасний живопис 16 століття, Лувр, Париж

У червні Барбаросса направив 30 галер з метою перекрити вхід в Которську затоку. Судна дійшли до Кастельнуово 12 червня і висадили тисячу солдатів з метою пошуку води та захоплення іспанських солдатів або місцевих цивільних осіб для отримання інформації. Після того, як іспанців попередили про присутність ворога, Сарм'єнто відправив для нападу на османів три роти під керівництвом капітана Махіна де Мунґуї та кавалерію під керівництвом Лазаро де Корона. Після запеклого бою османський десант був змушений вступити, хоча знову повернувся після обіду. Його знову було розьито, цього разу особисто Франциско де Сарм'єнто, який здійснив напад на османський загін на чолі 600 іспанських солдат, разом із капітанами Альваро де Мендоса, Оліверою та Хуаном Віскаїно. Триста османів загинули під час бою, ще 30 потрапили в полон. Решта втекла на свої кораблі.
18 липня Барбаросса прибув з основними силами і негайно почав висаджувати війська та артилерію, не чекаючи на Уламена, який прийшов разом зі своєю армією через кілька днів. Османські війська п'ять днів рили траншеї та будували вали для 44 важких облогових гармат, що були доставлені на борту флоту Барбаросси та військом Уламена, і навіть розрівнювали поля навколо Кастельнуово для полегшення маневрів. Кастельнуово також було піддано обстрілу з моря з 10 гармат, що були встановлені на османських галерах. Тим часом іспанці здійснили кілька бойових вилазок, щоб перешкодити облоговим роботам. Ці вилазки призвели до багатьох втрат в османському таборі, зокрема було вбито Агі, одного з провідних офіцерів Барбаросси. Чергова вилазка загону з 800 іспанців захопила зненацька кілька підрозділів яничарів, які намагалися взяти штурмом стіни Кастельнуово, вбивши більшість із них і залишивши поле вкрите трупами. Коли Барбаросса був проінформований про невдачу, він суворо докоряв своїм офіцерам, оскільки втрати османського елітного корпусу було важко замінити. Барбаросса наказав заборонити сутички, щоб уникнути повторення поразки.

### Великий штурм

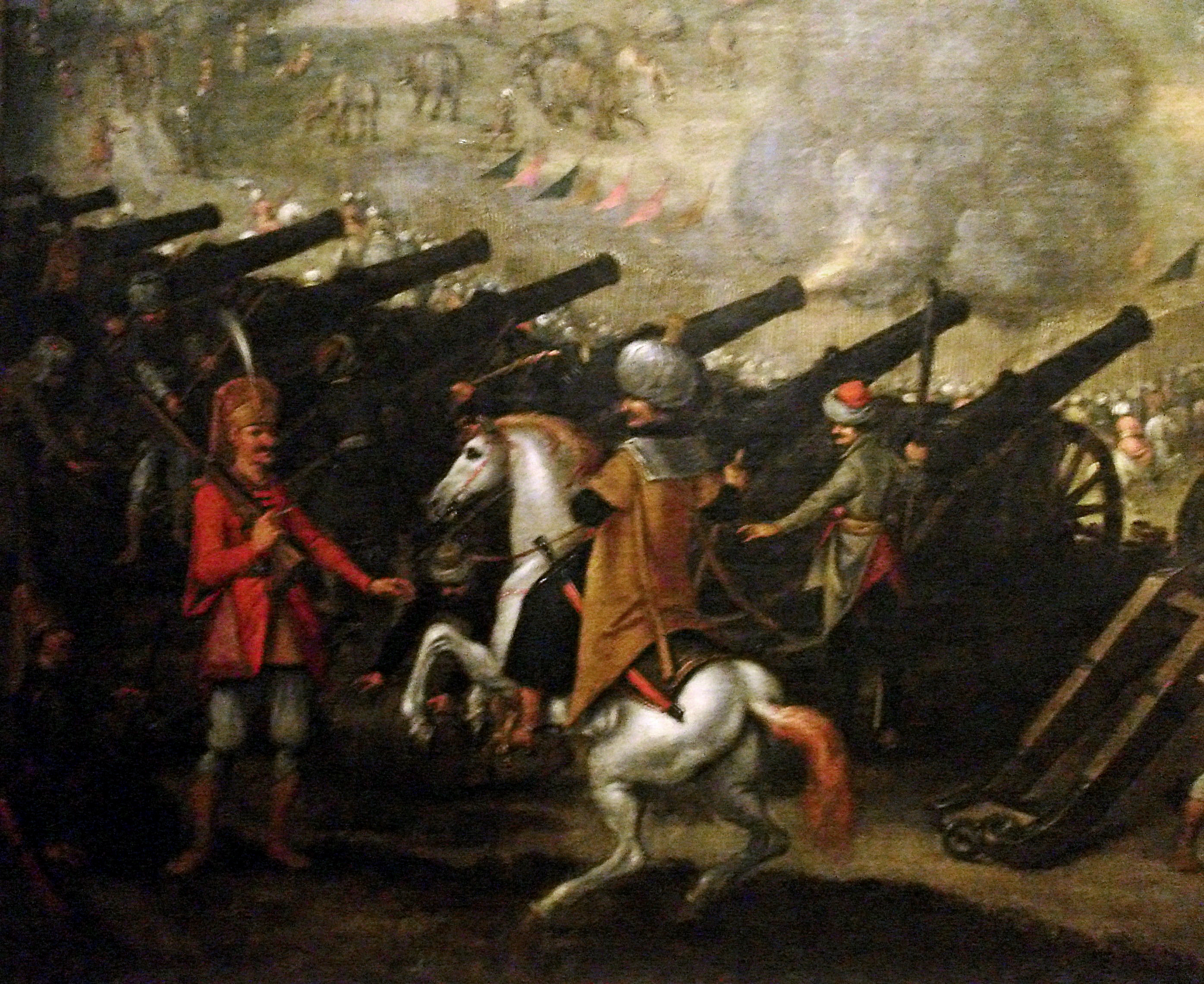
Османські облогові гармати при облозі Естергома, 1543 — намальовані Себастьяном Вранком, 17 століття

До 23 липня армія Барбароси була готова розпочати загальний штурм, а його артилерія готувалася зруйнувати стіни Кастельнуово. Враховуючи величезну кількісну перевагу над іспанським гарнізоном, який був повністю ізольований і не міг отримати підтримку чи припаси, Барбаросса запропонував іспанцям почесну капітуляцію. Сарм'єнто та його людям було запропоновано безпечно відпливи до Італії, з можливістю солдатам зберегти свою зброю та прапори. В якості додаткового заохочення Барбаросса запропонував видати кожному іспанському солдату 20 дукатів. Єдиною його вимогою до Сарм'єнто була здача іспанцями османам артилерії та пороху. Двоє капралів з компанії капітана Віскаїно — Хуан Алькарас і Франсіско де Тапіа, через багато років зуміли повернутися в Неаполь і написати свою версію подій. Вони описали відповідь надану Сарм'єнто Барбароссі — «Генерал проконсультувався з усіма офіцерами, а офіцери з їх солдатами, і вони вирішили, що вони воліли б померти в служінні Богові і Його Величності».
Після отримання відмови, розпочався великий штурм міста, що тривав цілий день. Він призвів до значних втрат серед нападників, оскільки османи одночасно використовували як піхоту, так і артилерію для обстрілу Кастельнуово, що призвело до значних жертв серед самих османів як внаслідок дружнього вогню, так і дій іспанців. Протягом ночі іспанці відновлювали свій захист та замуровували проломи, що утворились в стінах. Коли наступного ранку, в день святого Якова, штурм міста було відновлено, єпископ Єремія залишився на передовій з солдатами, підбадьорюючи їх і сповідаючи тих, хто був смертельно поранений. Близько 1500 османських солдатів було вбито під час кривавого нападу, тоді серед іспанців було лише 500 вбитих, хоча кількість содат, які померли від ран, ймовірно, була великою.

Османські яничари

Підбадьорені успішною обороною, іспанські солдати за згодою Сарм'єнто вирішили здійснити раптовий контрнапад на османський табір. Одного ранку 600 іспанців несподіваним нападом захопили зненацька облогові війська. На деяких ділянках іспанці прорвали ряди османів і серед останніх поширилася паніка. Частина військ в паніці вдалася до втечі, в тому числі деякі яничари, які втікали через власний табір руйнуючи намети, зокрема і намет Барбаросси. Побоюючись за його безпеку і не звертаючи уваги на протести Барбаросси, особиста гвардія адмірала евакуювала його на галери разом із прапором султана.
Протягом наступних днів більша частина артилерії зосереджувала вогонь на цитаделі у верхньому місті. Барбаросса вважав, що це ключовий пункт укріплень Кастельнуово, і запропонував захопити його. Решта гармат тим часом продовжували обстрілювати тендітні стіни нижнього міста. 4 серпня Барбаросса наказав здійснити штурм цитаделі, яка тепер була майже повністю зруйнована. Штурм розпочався на світанку, і бій тривав цілий день. Капітан Мунгіа Махін відзначився в бою, очолюючи захисників з великою мужністю. До ночі залишки іспанського гарнізону відступили з верхнього форту з пораненими до стін нижнього міста, залишивши зруйновану цитадель в руках Барбароси. З іспанських офіцерів, що захищали цитадель вижили лише капітани Маскефа, Мунгуая, Харо та капрал на прізвище Галаз. Решта загинула в бою. Серед дуже небагатьох вцілілих, яких османи захопили, виявилось три дезертири. Їх негайно привели до Барбароси і вони закликали адмірала продовжувати штурм, повідомляючи, що іспанці зазнали значних втрат і їм бракує пороху та ядер, а залишки іспанської залоги складаються з виснажених або поранених солдат.

### Османський захоплення

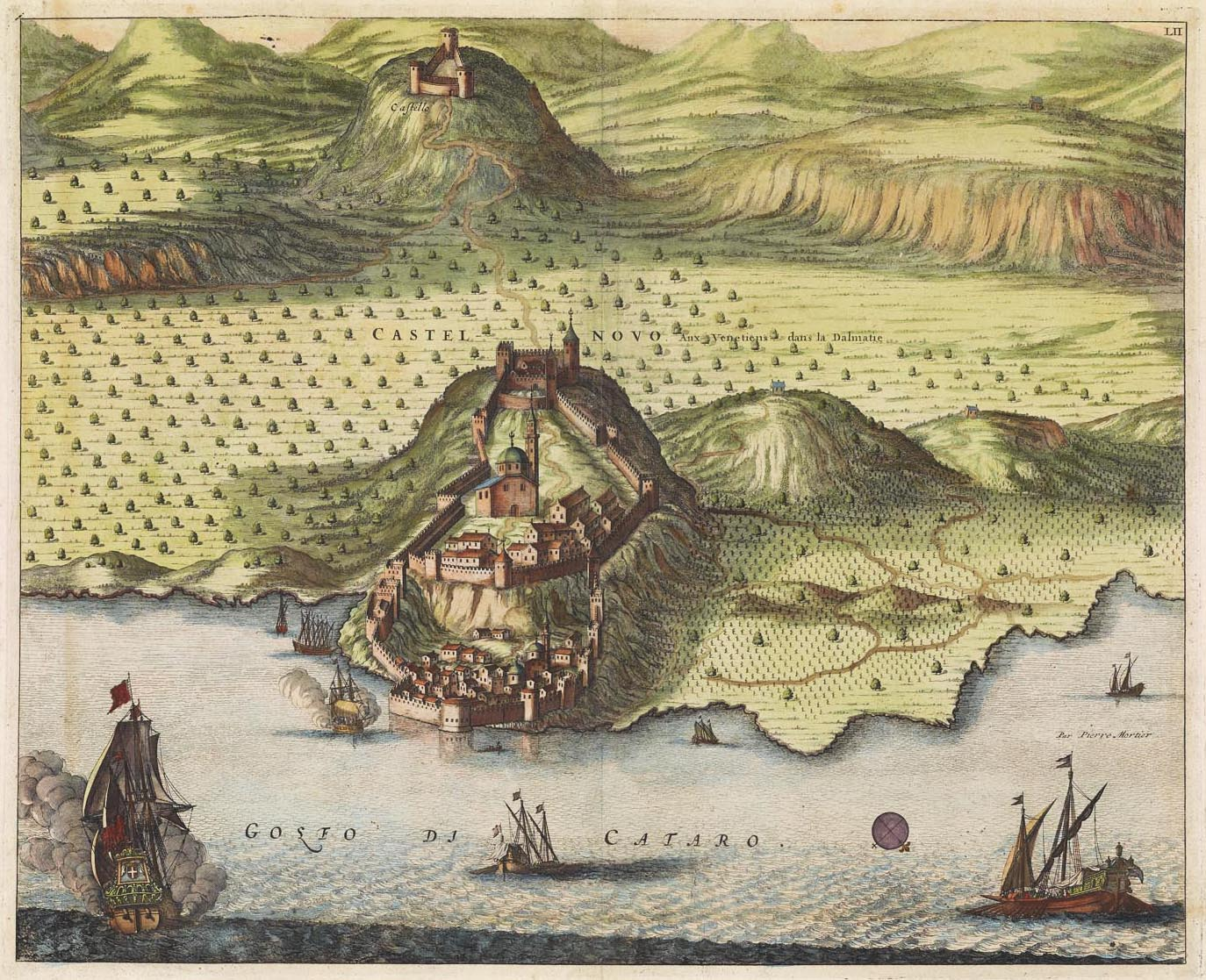
Кастельнуово на початку 18 століття, П'єр Мортьє (1661—1711), близько 1700

5 серпня розпочався новий штурм. Після доповіді іспанських дезертирів Барбаросса був впевнений, що незабаром він зможе захопити Кастельнуово. Усі яничари взяли участь у нападі і навіть кавалерії було наказано спішитись, щоб приєднатися до загального штурму. Незважаючи на переважну чисельну перевагу османських військ, дії оборонців були успішними, оскільки того дня османи спроміглись захопити лише одну фортечну вежу. Сарм'єнто наказав своїм саперам підготувати міну для знищення вежі, але спроба не вдалася, оскільки несподіваний вибух пороху вбив іспанських солдатів, які працювали в підкопі. На світанку наступного дня сильна злива вивела зі строю гнотові замки іспанських аркебуз, а також підмочила останній порох, що залишався для гармат. Тому іспанці вели бій лише мечами та піками, а поранені іспанські солдати були змушені брати зброю в руки та допомагати захищати стіни. У польовому госпіталі залишились лише вмираючі. Дивовижно,  але нечисленним вцілілим іспанцям вдалося відбити і цей напад.
Останній і остаточний штурм відбувся наступного ранку. Франциско де Сарм'єнто на коні був поранений в обличчя трьома стрілами, проте він продовжував заохочувати своїх людей. Оскільки стіни верхньої цитаделі були зруйновані безперервним обстрілом і їх руїни стало неможливо захищати. Сарм'єнто наказав 600 вцілілим іспанцям відступити до фортеці в нижньому місті, де знайшло притулок цивільне населення Кастельнуово. Незважаючи на те, що відступ було здійснено в повному порядку та дисципліновано, Сарм'єнто та його люди виявили, що ворота фортеці були замуровані зсередини. Сарм'єнто запропонували мотузку, щоб підняти його через стіни міста, але він відмовився і відповів: «Ніколи Бог не захоче, щоб мене врятували, а моїх супутників залишили без мене на погибель». Після цього він приєднався до Махіна де Мунгуї, Хуана Віскаіно та Санчо Фріаса, щоб очолити останній бій. Оточені османською армією, останні іспанські солдати билися спиною до спини, поки ніхто з них не зміг продовжувати битися. Ще до кінця дня Кастельнуово перейшов до рук Османської імперії.

## Наслідки
Майже всі яничари та багато солдат з інших османських підрозділів були вбиті під час штурму. Османські втрати становили не менше 8000. З іспанських військ вижило лише 200 чоловік, більшість з них поранені. Одним із полонених був біскайський капітан Махін де Мунгуя. Дізнавшись про це, Барбаросса запропонував Мунгуї свободу і місце в своїй армії. Адмірал дуже захоплювався його діями в битві при Превезі, де іспанець успішно захистив пошкоджену венеційську караку від нападу кількох османських військових кораблів. Мунгуя відмовився прийняти цю пропозицію, і тому йому відрубали голову на кормі адміральської галери. Було також страчено половину в'язнів і усіх священнослужителів, щоб задовольнити османських солдатів, розгніваних великими втратами, які вони зазнали при захопленні міста. Кілька тих, хто вижив, забрали рабами до Константинополя. Двадцять п'ять з них зуміли втекти з в'язниці через шість років і відпливли до порту Мессіна.
Незважаючи на те, що Сарм'єнто не зміг утримати фортецю, оборону Кастельнуово оспівали численні тогочасними поетами і хвалили по всій християнській Європі. Іспанських солдатів, які брали участь у нерівній битві, порівнювали з міфологічними та класичними героями історії, вважаючи безсмертними завдяки величині їхнього подвигу. Лише вороги Карла V, такі як падуанський гуманіст Спероне Спероні, раділи знищенню Терції з Кастельнуово.
Облога Кастельнуово закінчила невдалий похід Священної ліги проти влади Османської імперії у Східному Середземномор'ї. Карл V розпочав переговори з Барбаросою, щоб залучити його до імператорських лав, але марно, і спрямував усі свої зусилля у великій експедиції проти Алжиру, щоб знищити османську морську державу. Ця операція, відома як «Алжирська експедиція», закінчилася катастрофою, оскільки шторм розкидав флот, і армія повинна була перевантажитися, зазнавши великих втрат. Перемир'я між Карлом V і Сулейманом Пишним було підписано в 1543 році. Кастельнуово залишався в руках Османської імперії майже 150 років. Він був відновлений у 1687 р. Під час Морейської війни венеціанським генерал-капітаном на морі Гіроламо Корнаро, який у союзі з чорногорцями під керівництвом Вучети Богдановича здобув велику перемогу над османами поблизу міста і поставив фортецю під владу Венеції.